# Ribnica (Kakanj)
Ribnica es un pueblo ubicado en la municipalidad de Kakanj, en el cantón de Zenica-Doboj, Bosnia y Herzegovina.

## Superficie
Posee una superficie de 2,32 kilómetros cuadrados.

## Demografía
Hasta 2013 la población era de 18 habitantes, con una densidad de población de 7,8 habitantes por kilómetro cuadrado.